# Albaner in der Ukraine

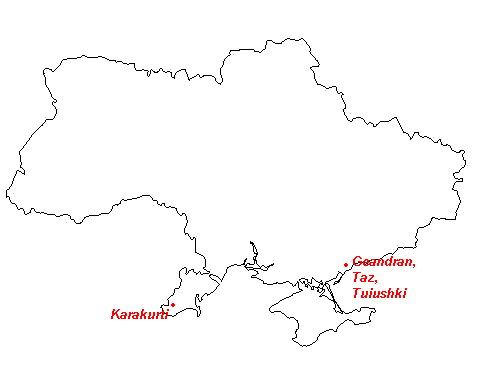
Siedlungsgebiete von Albanern in der Ukraine

Die Albaner in der Ukraine (albanisch Shqiptarët në Ukrainë, ukrainisch Албанці в Україні Albantsi v Ukrayini) sind eine ethnische Minderheit, die sich vor allem in der Oblast Saporischschja und im Budschak niedergelassen haben. Sie sind hauptsächlich Nachfahren albanischer Aufständischer, die in den russisch-türkischen Kriegen gegen die Osmanen gekämpft hatten und denen man im 18. Jahrhundert im Russischen Reich die Ansiedlung gewährte. Diese Albaner kamen aber nicht aus Albanien, sondern aus Bulgarien.
Heute gibt es im Süden der Ukraine vier albanische Dörfer: Karakurt (1811 als erste albanische Siedlung gegründet) in der Oblast Odessa sowie Hamiwka (Гамівка, früher Xhandran), Diwnynske (früher Taz) und Heorhijiwka (Георгіївка, früher Tyschki) in der Oblast Saporischschja.